# UEFA Champions League 2006/07 (1/8 finale) Olympique Lyon - AS Roma
Deze pagina is een subpagina van het artikel UEFA Champions League 2006/07. Hierin wordt de wedstrijd in de 1/8 finale tussen Olympique Lyon en AS Roma gespeeld op 6 maart nader uitgelicht.

## Wedstrijdgegevens
| Datum                | 6 maart 2007                                              | 6 maart 2007                                              |
| Stadion              | Stade de Gerland, Lyon                                    | Stade de Gerland, Lyon                                    |
| Toeschouwers         | 39.260                                                    | 39.260                                                    |
| Scheidsrechter       | Manuel Mejuto González ESP                                | Manuel Mejuto González ESP                                |
| Assistenten          | Juan Carlos Yuste Jimenez ESP Antonio Artero Gallardo ESP | Juan Carlos Yuste Jimenez ESP Antonio Artero Gallardo ESP |
| Vierde man           | Bernardino Gonzalez Vazquez ESP                           | Bernardino Gonzalez Vazquez ESP                           |
| Man van de wedstrijd | Francesco Totti (AS Roma)                                 | Francesco Totti (AS Roma)                                 |
|                      | Olympique Lyon                                            | AS Roma                                                   |
| Doelpunten           | 0                                                         | 2                                                         |
| Gele kaarten         | 4                                                         | 2                                                         |
| Rode kaarten         | 0                                                         | 0                                                         |
| Wissels              | 3                                                         | 1                                                         |
| Schoten op doel      | 6                                                         | 3                                                         |
| Schoten naast doel   | 9                                                         | 5                                                         |
| Overtredingen        | 26                                                        | 15                                                        |
| Hoekschoppen         | 9                                                         | 4                                                         |
| Buitenspel           | 0                                                         | 8                                                         |
| Strafschoppen        | 0                                                         | 0                                                         |
| Balbezit (tijd)      | 30 min                                                    | 20 min                                                    |
| Balbezit (%)         | 60%                                                       | 40%                                                       |

| Olympique Lyon | 0-2            | AS Roma |
| | goals (assist) | 22' Francesco Totti 44' Mancini |
| Gérard Houllier | coach          | Luciano Spalletti |
| Grégory Coupet Cris Juninho Pernambucano Florent Malouda Fred Anthony Réveillère ( 69') Sidney Govou ( 46') Alou Diarra ( 46') Éric Abidal Tiago Sébastien Squillaci | Opstellingen   | Doni Philippe Mexès David Pizarro Francesco Totti Rodrigo Taddei Cristian Chivu Daniele De Rossi Simone Perrotta Max Tonetto Mancini ( 90') Marco Cassetti |
| Sylvain Wiltord ( 46') Kim Källström ( 46') Karim Benzema ( 69') | Wissels        | Ricardo Faty ( 90') |
| 56' Tiago 63' Cris 76' Kim Källström 93' Fred | gele kaarten   | 79' Simone Perrotta 91' David Pizarro |
| | rode kaarten   | |